# 断水

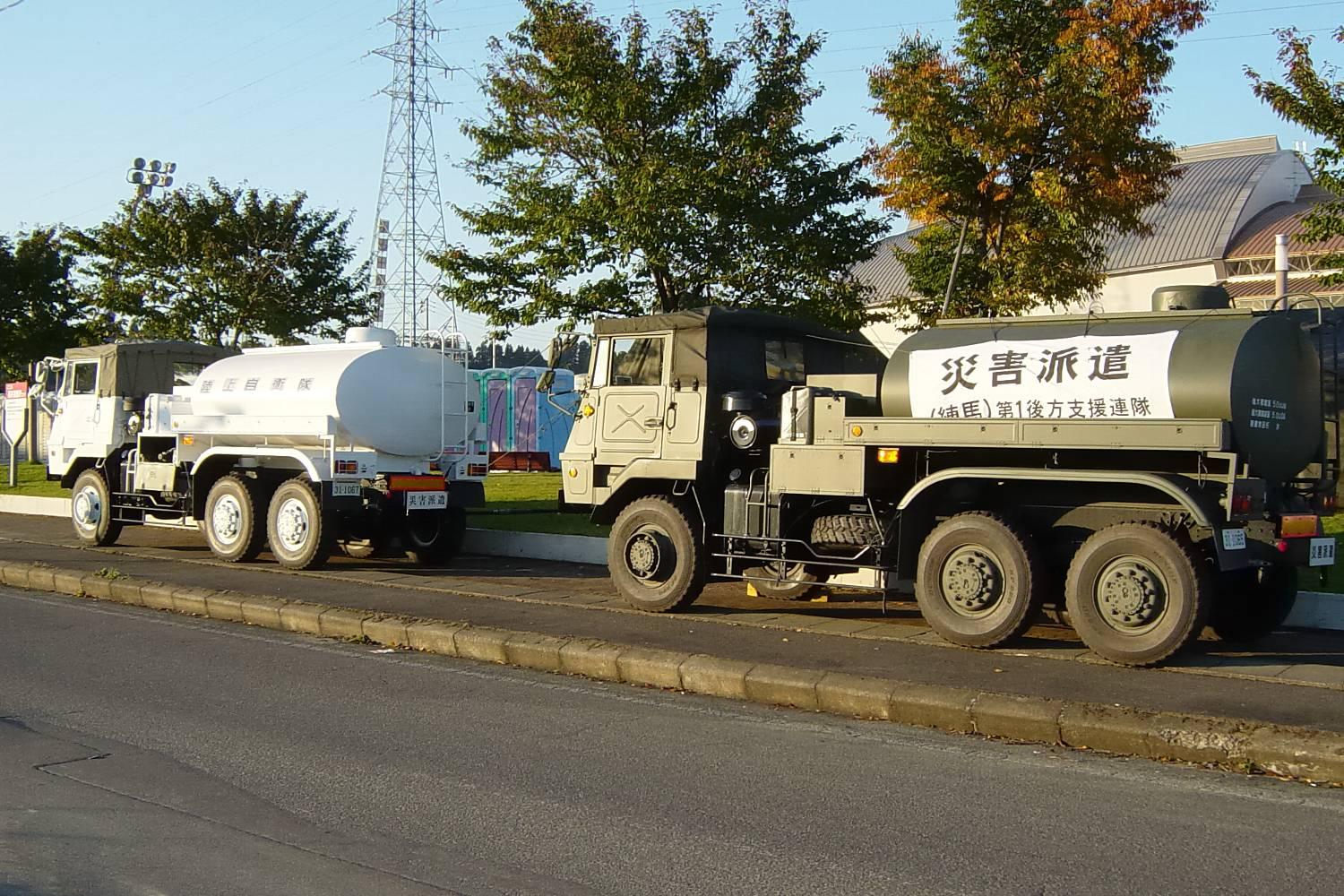
災害救助用の給水車

断水（だんすい）とは、何らかの原因で水の配給が止まること。主に上水道の送水が停止することで送水停止地域に影響を与える。家庭内では水の汲み置きなどの対策が可能。

## 断水の原因
上水道システムは水源の水を取水堰や取水塔で取水し、そこから導水管で浄水場に送り、浄水場から送水管で配水池、配水池から配水管、さらに細かい給水管を経て家庭等にたどり着くが、給排水管等が被災して水の供給が停止すると住民の生活・活動に甚大な影響を及ぼす。
断水の原因としては、以下のようなものが挙げられる。
1. 災害等による物
  1. 地震による水道管の断裂
  2. 老朽化による水道管の破裂[2]
  3. 凍結による水道管の破裂[3]
  4. 河川の決壊等による水道管の破裂[4]
  5. 停電による送水の停止。停電の項を参照
2. 人為的に停められるもの(停水）
  1. 点検・工事による一時停止
  2. 代金未払い

この他にも少雨・枯渇による水の不足から停止される場合もあり、または異常気象によるものや、水質異常（取水場上流での汚染物質の流入など）によっても緊急的に取水制限される場合がある。1992年には広島県で取水口近辺からシアン化合物が検出され、緊急取水停止で13時間ほど断水している。この際には広島市民に混乱を生じ、商店のミネラルウォーターが軒並み売り切れるという現象も起きた。

## 断水の影響
水の使用形態は大きく都市用水と農業用水に分けられ、都市用水は生活用水と工業用水に分けられる。断水の影響は水を使用する活動範囲すべてに及び、飲料水やトイレ等の生活用水の不足、医療活動や消火活動への影響などがある。

## 断水の備え
水道水の汲み置きによって地震や災害時、停電により急に断水した場合に備えることができる。塩素の消毒効果により、直射日光を避けて常温で保存すれば３日程度、冷蔵庫で保存すれば１０日程度保管可能。保存期間が過ぎた場合でも、掃除や洗濯などに使用可能。
自治体や学校などの施設では、据え置きタンクや組み立て式の給水タンクなども導入されている。